# Кроуфорд, Энни
Энни Кроуфорд (англ. Annie Crawford, полное имя Annie Isabel Crawford; 1856—1942) — американская художница и гравёр.

## Биография
Родилась 3 ноября 1856 года в городе Буффало.
Искусству обучалась в Академии изящных искусств Буффало (Buffalo Fine Arts Academy, ныне это Художественная галерея Олбрайт-Нокс), а затем поехала в Европу, чтобы учиться в Риме и Париже.
В Европе познакомилась с Шарлоттой Каан (Charlotte «Emma» Wharton Kaan), которая присоединилась к Энни в Буффало, где пара жила вместе и сотрудничала в художественных проектах, включая преподавание. Они вместе создали уникальную форму рельефной печати, в которой сочетались гравюра на дереве и ручная раскраска. Также Энни и Шарлотта были связаны с движением Искусства и ремёсла.
Энни Кроуфорд являлась членом Общества искусств и ремёсел Бостона. Свои работы выставляла в Клубе 20-го века, Академии изящных искусств Буффало (Buffalo Fine Arts Academy) и Национальной академии дизайна.
Умерла 18 февраля 1942 года в Буффало.

Некоторые работы
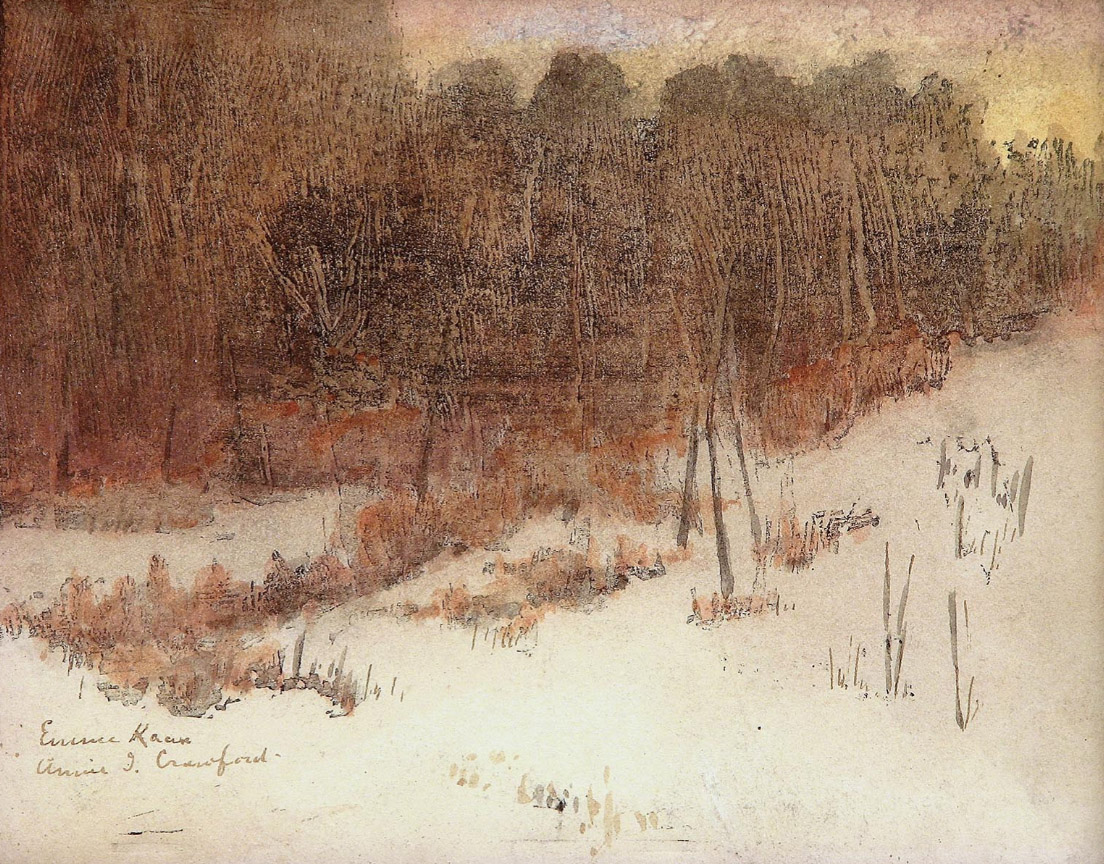
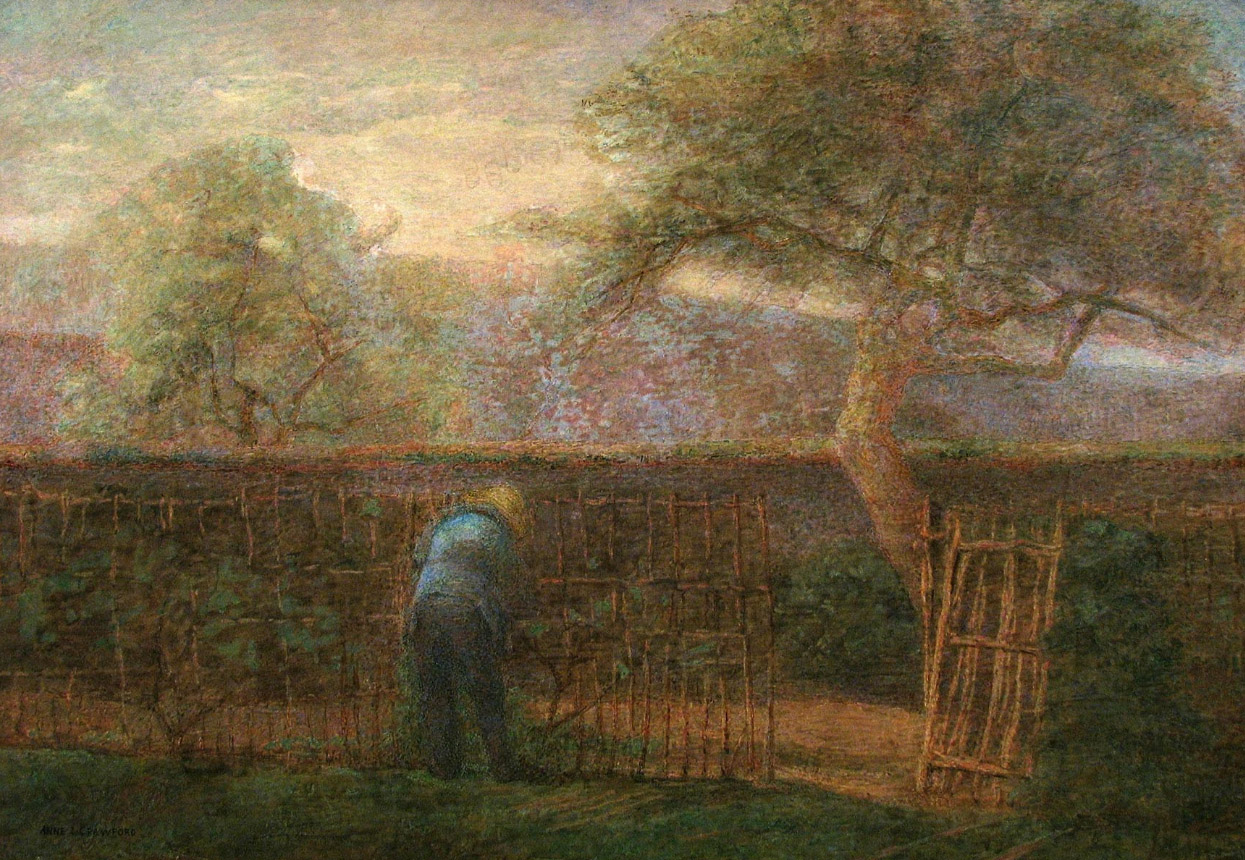